# Guillaume de Flavacourt
Guillaume II de Flavacourt, lat. Guillermus de Flavacuria (XIII secolo – Rouen, 6 aprile 1306), è stato un arcivescovo cattolico francese.

## Biografia

### Famiglia
Guillaume II de Flavacourt nacque da Guillaume, cavaliere e signore di Flavacourt e Julienne; è documentato che avesse almeno due fratelli: Eustache e Pierre.
Durante il suo episcopato concesse numerosi benefici alla sua famiglia: Philippe de Flavacourt, già canonico nel 1281, divenne tesoriere del capitolo (tra il 1289-1291 e 1299-1300); Jean de Flavacourt, tesoriere nel 1296, Guillaume IV de Flavacourt, suo pronipote, canonico della cattedrale di Rouen nel 1298, tesoriere nel 1302 e arcidiacono di Rouen 1305 (successivamente fu anche arcivescovo di Rouen dal 1357 al 1359). Sua nipote Alda II de Crèvecœur fu badessa di Fontaine-Guérard (1288-1332).

### Prima dell'episcopato
Guillaume de Flavacourt fu nominato vicario giudiziale per la cattedrale di Rouen da Oddone di Rigaud; lo fu anche presso la cattedrale di Notre-Dame di Parigi. Nel 1266 divenne arcidiacono di Petit-Caux. Commissario reale, professore di diritto civile, fu anche tesoriere della cattedrale di Rouen. Con una bolla, papa Niccolò III lo nominò arcivescovo di Rouen il 7 maggio 1278, per poi consacrarlo il 22 maggio dello stesso anno.

### Episcopato
Nel 1280 concesse lo spazio interposto tra la cattedrale e rue Saint-Romain, dove fu edificato il portail des Libraires, preceduto da un piazzale. Nello spazio opposto, a sud, fu invece edificato il portail des Calendes. Entrambi i progetti furono affidati all'architetto Jean Davy . Nel 1302 fece sostituire la cappella assiale con una più grande, dedicata alla Vergine Maria.
Durante il suo episcopato elargì molte donazioni ai poveri e promosse il culto dei santi vescovi e arcivescovi di Rouen. Fu incaricato da papa Martino IV, assieme ad altri due commissari, di indagare sulla vita e sui miracoli di Luigi IX di Francia: per tale motivazione, il 21 dicembre 1281, accompagnato da Guillaume de Grez, vescovo di Auxerre e Rolando Taverna, vescovo di Spoleto, si recò sul luogo delle spoglie di Luigi IX.
Nei primi anni del 1300, tra il palazzo arcivescovile e la torre di Saint-Romain, fece costruire il salone dei ricevimenti ufficiali,.
Istituì nel 1305 il collegio dello Spirito Santo, composto da sei cappellani.
Morì il 6 aprile 1306 e fu sepolto nella cappella da lui consacrata, in un monumento di marmo nero, distrutto nel XVIII secolo: si trovava di fronte a quello del suo predecessore, Oddone di Rigaud, sul lato nord della cappella.

## Genealogia episcopale e successione apostolica
La genealogia episcopale è:
- Papa Niccolò III
- Arcivescovo Guillaume de Flavacourt

La successione apostolica è:
- Vescovo Nicolas d'Autenil (1281)

## Stemma
| Image | Stemma |
| ----- | --- |
| \| \| | Guillaume II de Flavacourt Arcivescovo di Rouen e Primate di Normandia Al centro di uno scudo argentato, due pentafogli rossi ed un quadrato rosso decorato con una croce dorata. |
|       | |